# Rachel York
Rachel York (nascuda el 7 d'agost de 1971) és una actriu i cantant nord-americana. És coneguda pels seus papers escènics a City of Angels, The Scarlet Pimpernel, Les Misérables, Victor/Victoria, Kiss Me, Kate, Sly Fox, Dirty Rotten Scoundrels i Anything Goes. També té molts crèdits de cinema i televisió, inclosa la seva representació de Lucille Ball a la pel·lícula biogràfica Lucy de la CBS .

## Carrera
Als 19 anys es va apropar a l'agent Bill Timms. Va interpretar monòlegs de Nuts i de Sophie's Choice i li va fer una cinta demostrativa amb cançons d'Evita. Timms la va signar immediatament i la va descriure com a capaç de "... fer qualsevol cosa".

### Teatre
York va debutar a Broadway com a "Mallory" al musical City of Angels, i la seva actuació va obtenir un gran èxit de crítica. Després de City of Angels, ha participat en nombroses actuacions a l'escenari, com "Fantine" a Les Misérables, "Irene St. Claire" a Crucifer of Blood, "The Younger Woman" Putting It Together (amb Julie Andrews), que li va valer una Nominació al premi Drama Desk, "Norma Cassidy" a Victor/Victoria (pel qual va guanyar un Premi Drama Desk), "Marguerite" The Scarlet Pimpernel, "Lili Vanessi/Katharine" a Kiss Me, Kate, "Reno Sweeney" a Anything Goes, "Dorothy " a Summer of '42, "Miss Fancy" a Sly Fox, "Ruth Sutton" a Dessa Rose, guanyant-se una altra nominació per a un Drama Desk, "Mother" a Ragtime, "Christine Colgate" a Dirty Rotten Scoundrels, i "Elsa Shraeder" a The Sound of Music al Hollywood Bowl.
Va aparèixer com a "Guenevere" a la gira nacional de Camelot la temporada 2006–2007, per la qual va obtenir el premi Icon Icon d'Or de la Família Travolta Entertainment per a la millor actriu en una producció itinerant i el premi Carbonell. El 2009 va interpretar "Dolly Levi" a la producció de Reagle Music Theatre Hello, Dolly! a Waltham, Massachusetts i va guanyar un premi IRNE per la seva actuació.
El 2010, York va tornar al Reagle Music Theatre en la seva producció de Into the Woods on va interpretar a la Bruixa i va guanyar un altre premi IRNE pel paper. Aquest mateix any va interpretar la "Lady of the Lake" a la producció de l'Ogunquit Playhouse de Spamalot.
El 2011 va actuar com a "Billie Burke" al musical Ghostlight al Signature Theatre de l'Off-Broadway. Després va interpretar "Anna" a la producció de The King and I. del Walnut Street Theatre de 2011.
Va protagonitzar la producció de sèries de concerts Encores! de Gentlemen Prefer Blondes com "Dorothy Shaw", cosa que va valer-la i les crítiques de ràdio de producció. El concert en directe va fer-se el 9 al 13 de maig de 2012 i va ser el New York Times Critic's Pick.
York va interpretar el paper de "Reno Sweeney" en la gira nacional del revival 2011 de Broadway Roundabout Theatre de Anything Goes, que va començar el 2 d'octubre de 2012. Per aquest paper, va guanyar el premi Helen Hayes per a una actriu líder destacada en una producció visitant.Al febrer de 2014 va interpretar a Young Belle al concert de Encores! de Little Me.
Al maig de 2015, es va anunciar que York apareixeria al musical Grey Gardens fent el paper de Little Edie Bouvier Beale al Bay Street Theatre de Sag Harbor, Nova York. Va interpretar el paper de Morticia Addams a The Addams Family amb 3D Theatricals aquell mateix any a Los Angeles.
Va tornar a Broadway al musical Disaster!, que va rutllar de febrer a maig de 2016 al Nederlander Theatre. York va aparèixer al costat de Seth Rudetsky, Adam Pascal, Kerry Butler, Roger Bart i Jennifer Simard.
Al juliol de 2016, York i Betty Buckley, amb qui abans va actuar als Grey Gardens de Nova York, van començar una producció limitada al Ahmanson Theatre de Los Angeles, Califòrnia. York va començar a originar el paper de Gynecia al musical de Broadway, Head Over Heels. Després va aparèixer com a baronessa Rodmilla de Ghent a Ever After The Musical.

### Cinema
Entre els seus crèdits figuren One Fine Day, Billy Bathgate, Dead Center, Second Honeymoon, Terror Tract, Au Pair II, i el telefilm Lucy, en què va interpretar Lucille Ball. La seva actuació a la producció londinenca de Kiss Me, Kate està disponible en DVD / vídeo. També va interpretar a Lori, La dona misteriosa de la molt lloada pel·lícula It Had To Be You, de Sasha Gordon.

### Televisió
També té molts crèdits a la televisió, incloent aparicions a Reba, Frasier, Arli$$, Spin City, The Naked Truth, Diagnosis: Murder, i també donà les veus de Bitty a Higglytown Heroes i Circe a Justice League Unlimited. El 2008, també va ser protagonista d'un episodi de Hannah Montana, interpretant a Isis a l'episodi Yet Another Side of Me. York va rodar per a la sèrie de televisió Power el 2015 i apareix a l'episodi 7 "You’re Not the Man" com Tina Schulman. Ella també va ser convidada amb "Frasier" com Dinah o "Officier Nasty" a la temporada 7, Episodi 20.

### Música
York va llançar el seu àlbum de debut Let's Fall in Love a principis del 2005, produït per Tor Hyams sota el segell HyLo Entertainment i va ser distribuït exclusivament per Barnes i Noble. També se la pot escoltar a les gravacions del repartiment de City of Angels, Victor/Victoria, The Scarlet Pimpernel: Encore!, Dessa Rose, Putting It Together, Summer of '42,, la banda sonora de Billy Bathgate, i enregistraments d'Opal and Celebration of Life.

## Vida personal
Es va casar amb l'actor Ayal Miodovnik el 29 de juliol de 2009. La seva filla Olivia va néixer el febrer de 2011.

## Carrera professional

### Teatre
Broadway
- City of Angels (1989) – Mallory Kingsley
- Les Misérables – Fantine
- Victor/Victoria (1995) – Norma Cassidy
- The Scarlet Pimpernel (1998) – Marguerite
- Sly Fox (2004) – Miss Fancy
- Dirty Rotten Scoundrels (2006) – Christine
- Disaster! (2016) – Jackie
- Head Over Heels (2018) – Gynecia

Off-Broadway
- Dessa Rose (2005) – Ruth
- Ghostlight (2011) – Billie Burke

West End
- Kiss Me, Kate (2002) – Lilli Vanessi/Kate[24]
- Anything Goes (2021) - Reno Sweeney

Gires per Estats Units
- Kiss Me, Kate (2001) – Lilli Vanessi/Kate[25]
- Camelot (2007) – Guenevere[26]
- 101 Dalmatians Musical (2009) – Cruella de Vil[27]
- Anything Goes (2012) – Reno Sweeney[28]

Teatre regional
- The Crucifer of Blood – Irene St. Claire
- Putting It Together – The Younger Woman
- Ragtime – Mother
- Hello Dolly! – Mrs. Dolly Gallagher Levi
- Into the Woods – The Witch
- Spamalot – The Lady of the Lake
- The King and I – Anna Leonowens
- The Addams Family – Morticia Addams
- Grey Gardens – Little Edie Bouvier Beale &  Edith Bouvier Beale
- Ever After The Musical – Baroness Rodmilla de Ghent

Concerts
- The Sound of Music – Elsa Schraeder
- Gentlemen Prefer Blondes – Dorothy Shaw
- Little Me – Young Belle

### Cinema
- Billy Bathgate – Embassy Club Singer
- Mad Dog Coll (aka Killer Instinct) – Lotte
- Taking the Heat – Susan
- Deadline – Marci Fenner
- Dead Center – Mary
- Second Honeymoon – Gloria
- One Fine Day – Liza
- Terror Tract – Sarah Freemont
- Au Pair II – Cassandra Hausen
- Cradle Swapping – Mrs. Burnett

### Televisió
- Kiss Me, Kate – Lili Vanessi/Katherine
- Lucy: The Lucille Ball Story – Lucille Ball
- The Courtship of Eddie's Father – Lisa
- Justice League Unlimited – Circe
- Diagnosis: Murder No. 96. (A Mime is a Terrible Thing to Waste) – Randy Wolfe
- Hannah Montana – Isis
- Frasier – Dinah
- Power – Tina Schulman
- Elementary – Carla Giovanni
- The Mick – Dr. Goodby

### Videojocs
- Neverwinter Nights 2 – Shandra Jerro

## Premis
| Any  | Paper i producció                       | Premi             | Resultat  |
| ---- | --------------------------------------- | ----------------- | --------- |
| 1993 | The Younger Woman a Putting It Together | Drama Desk Award  | Nominat   |
| 1995 | Norma Cassidy a Victor/Victoria         | Drama Desk Award  | Guanyador |
| 2005 | Ruth Sutton a Dessa Rose"               | Drama Desk Award  | Nominat   |
| 2007 | Guenevere a Camelot                     | Golden Icon Award | Guanyador |
| 2007 | Guenevere a Camelot                     | Carbonell Award   | Guanyador |
| 2009 | Dolly Levi a Hello, Dolly!              | IRNE Award        | Guanyador |
| 2010 | The Witch a Into The Woods              | IRNE Award        | Guanyador |
| 2012 | Reno Sweeney a Anything Goes            | Helen Hayes Award | Guanyador |

## Enregistramentas
- City of Angels – 1990 Original Broadway Cast Recording
- Putting It Together – 1993 Original Off-Broadway Cast Recording
- Victor/Victoria – 1995 Original Broadway Cast Recording
- The Scarlet Pimpernel: Encore! – 1998 Broadway Revival Cast Recording
- Dessa Rose – 2005 Original Lincoln Center Cast Recording
- Summer of '42 – Sept 2006, Original Cast Recording
- Disaster! – 2016 Original Broadway Cast Recording
- Opal, Honky Tonk Highway and Other Theatre Songs by Robert Nassif Lindsey
- Let's Fall in Love – Solo album released under HyLo Entertainment